# Салара
Салара (італ. Salara) — муніципалітет в Італії, у регіоні Венето, провінція Ровіго.
Салара розташована на відстані близько 360 км на північ від Рима, 90 км на південний захід від Венеції, 29 км на захід від Ровіго.
Населення — 1188 осіб (2014).
Щорічний фестиваль відбувається 14 лютого. Покровитель — святий Валентин.

## Демографія
Населення за роками:

Станом на 1 січня 2023 року в муніципалітеті офіційно проживали 62 іноземці з 10 країн, серед них 18 громадян країн Євросоюзу та 3 громадяни України.

## Уродженці
- Мікеле Параматті (*1968) — італійський футболіст, захисник.

## Сусідні муніципалітети
- Баньйоло-ді-По
- Кальто
- Ченезеллі
- Фелоніка
- Фікароло
- Тречента